# Ranunculus peruvianus
Ranunculus peruvianus là một loài thực vật có hoa trong họ Mao lương. Loài này được Pers. miêu tả khoa học đầu tiên năm 1806.